# Балобаново (Рыбинский район)
В Ярославской области есть ещё одна деревня Балобаново, в Брейтовском районе.
Бало́баново (иногда Балобоново, Болобаново или Балабаново) — деревня, в прошлом посёлок, в Судоверфской сельской администрации Судоверфского сельского поселения Рыбинского района Ярославской области. Существовавший ранее (топокарта) посёлок в настоящее время разделён, большая центральная часть посёлка с церковью вошла в состав города Рыбинска, под деревней Балобаново в настоящее время понимается северная часть бывшего посёлка, отделенная от центра заливом Рыбинского водохранилища.
Балобаново расположено на правом берегу реки Волги (Рыбинского водохранилища), выше шлюзов гидроузла.  Выше по течению, к северу на том же правом берегу центр сельского поселения посёлок Судоверфь, а ниже по течению Переборы, ранее посёлок, а сейчас микрорайон города Рыбинска. Воды водохранилища разделили посёлок на две части. Основная часть, ныне вошедшая в черту города Рыбинск, занимает практически целиком небольшой полуостров, ограниченный с северо-востока разлившимся основным руслом Волги, а с северо-запада и юго-востока заливами, образовавшимися при поднятии вод по руслам небольших ручьёв. Небольшая часть посёлка, деревня Балобаново в современном понимании, отделена от его центра узким заливом на северо-западе, через который перекинут мостик, это часть сильно приближена к Судоверфи . (Сведения по численности населения и числу домов в статье, координаты в карточке относятся к этой меньшей части). 
В центральной части бывшего посёлка расположена действующая Успенская церковь, памятник культуры 1769-1820 гг. Кроме того памятниками культуры и истории являются братская могила советских летчиков погибших в Великой Отечественной войне и дом Восторгова, в котором находилась подпольная типография РСДРП .
На Болтинском кладбище в деревни Балобаново похоронен Герой Советского Союза Троицкий Геннадий Александрович, совершивший первый воздушный таран над Ярославской областью и первым сбивший над ней самолёт противника. В расположенном по соседству посёлке Судоверфь в его честь названа школа, при которой организован его музей и 11 ноября 1963 года установлен памятник.
Деревня указана на плане Генерального межевания Рыбинского уезда конца XVIII века: часть к северу от ручья обозначена как деревня Болобонова, а к югу от ручья погост Болобановский.
На 1 января 2007 года в деревне числилось 30 постоянных жителей . Деревня обслуживается почтовым отделением в Судоверфи. По почтовым данным в деревне 28 домов. Имеется несколько улиц, но названия не указаны . В деревне имеется пассажирская пристань.